# Adrian Iorgulescu

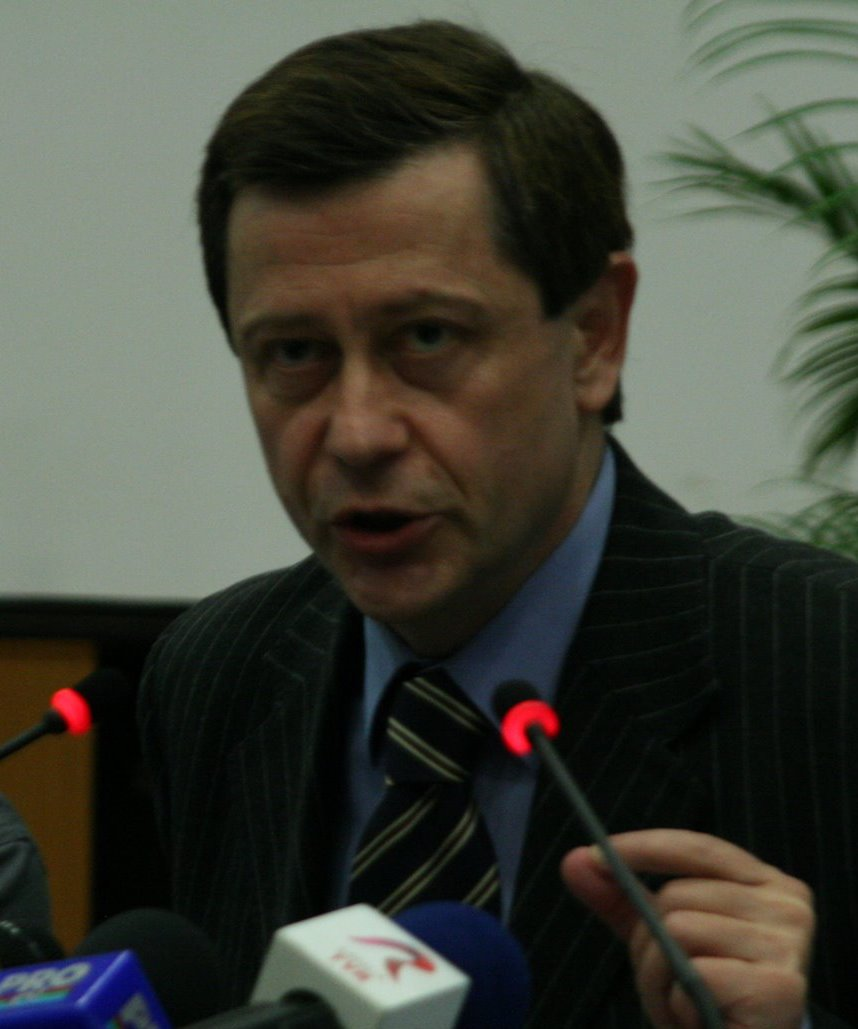
Adrian Iorgulescu, 2008

Adrian Iorgulescu (* 6. Juli 1951 in Bukarest) ist ein rumänischer Komponist und Politiker. Er war von 2005 bis 2008 Kultusminister im Kabinett von Călin Popescu-Tăriceanu.

## Leben und Wirken
Iorgulescu studierte von 1970 bis 1974 an der Musikhochschule Bukarest und 1982 an der Accademia di Santa Cecilia in Rom. Seit 1990 war er Professor für Komposition an der Nationalen Musikuniversität Bukarest. Daneben war er seit 1990 Vizepräsident und seit 1992 Präsident der rumänischen Komponistenunion.
Für seine Kompositionen erhielt er u. a. den Dinu-Lipatti-Preis (1973), den George-Enescu-Preis der Rumänischen Akademie und mehrfach den Preis der Komponistenunion (1979, 1981, 1982, 1987 und 1989). Er komponierte u. a. mehrere Sinfonien und Instrumentalkonzerte, die Oper Revuluția, Filmmusiken  sowie kammermusikalische und Vokalwerke.
Iorgulescu war von 1996 bis 2000 Abgeordneter der Stadt Bukarest und Mitglied der Kommission für Kultur, Kunst und Medien. 2003 wurde Mitglied der liberalen Partei PNL. 2005 folgte er Mona Muscă als Kulturminister im Kabinett von Popescu-Tăriceanu nach.

## Weblink
- Lebenslauf, Werkliste und Bibliographie auf UCMR (Union rumänischer Komponisten und Musikologen)

| Personendaten    | Personendaten                       |
| ---------------- | ----------------------------------- |
| NAME             | Iorgulescu, Adrian                  |
| KURZBESCHREIBUNG | rumänischer Komponist und Politiker |
| GEBURTSDATUM     | 6. Juli 1951                        |
| GEBURTSORT       | Bukarest                            |